# Strandsvartlöpare
Strandsvartlöpare (Pterostichus diligens) är en skalbaggsart som först beskrevs av Sturm 1824.  Strandsvartlöpare ingår i släktet Pterostichus, och familjen jordlöpare. Arten är reproducerande i Sverige.